# Spathidexia neya
Spathidexia neya là một loài ruồi trong họ Tachinidae.